# Lycaea vincentii
Lycaea vincentii är en kräftdjursart som beskrevs av Stebbing 1888. Lycaea vincentii ingår i släktet Lycaea och familjen Lycaeidae. Inga underarter finns listade i Catalogue of Life.